# 陳桓
陳 桓（ちん かん、? - 1393年）は、元末から明初の軍人。濠州（現在の安徽省鳳陽県）の人。朱元璋に仕えて、明建国の功臣となった。

## 生涯
至正13年（1353年）、定遠攻略に参加した24将のひとりであった。滁州攻略に参加した。至正15年（1355年）、和州攻略に参加した。朱元璋に従って長江を渡った。至正16年（1356年）3月、軍の先頭に立って集慶を攻め落とした。至正17年（1357年）、寧国・金華攻略に参加した。陳友諒に対する作戦に参加して、龍江・彭蠡で戦った。張士誠との戦いでは、淮東・浙西の制圧に貢献した。
洪武元年（1368年）、徐達に従って河南を平定した。軍功を重ねて都督僉事に任じられた。洪武4年（1371年）、夏に対する進攻作戦に参加した。洪武14年（1381年）、雲南征討に従い、胡海・郭英とともに5万の軍を率いて、永寧から烏撒に進軍した。狭隘険阻な道を赤河から進軍して、烏撒の諸族と決戦して、これを敗走させた。芒部の首長を撃破し、元の右丞の実卜を撃退し、烏撒に築城した。東川烏蒙の諸族を降し、大理に進軍して攻略した。汝寧・靖寧の諸州邑を平定した。洪武17年（1384年）、普定侯に封じられ、世券を与えられた。
洪武20年（1387年）、葉昇とともに雲南の定辺・姚安で屯田し、畢節衛を監督した。洪武21年（1388年）、傅友徳の下で東川を討ち、多くの兵を捕らえた。洪武22年（1389年）、九渓洞の少数民族の乱を鎮圧した。1390年（洪武23年）、胡海の下で副将となり、贛州の反乱を鎮圧した。
洪武26年（1393年）、藍玉の獄に連座して処刑された。